# Snårgärdsmyg
Snårgärdsmyg (Thryomanes bewickii) är en fågel i familjen gärdsmygar inom ordningen tättingar.

## Kännetecken

### Utseende
Snårgärdsmygen är en 12,5–13 cm lång medlem av familjen, lik nära släktingen karolinagärdsmygen med brun, ostreckad ovansida och ett långt, tydligt ljust ögonbrynsstreck. Den är dock slankare och mer långstjärtad, generellt mindre rödbrun och gråaktig istället för beige under. Karakteristist är även de vita stjärthörnen som syns i flykten.

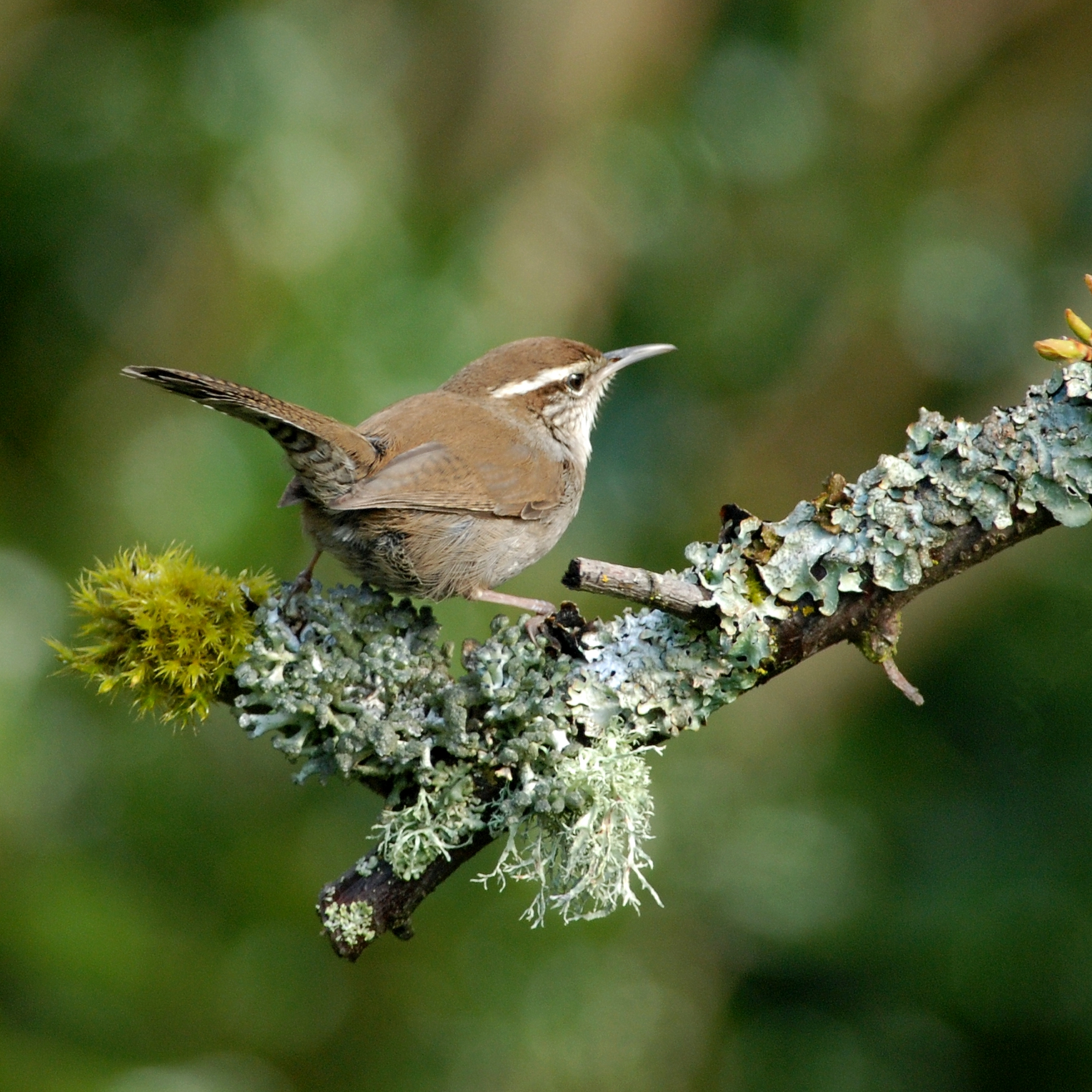

### Läten
Sången är komplex och varierad, bestående av tunna och stigande, elektriska läten och långsamma sångsparvsliknande drillar. Den inleds med ett distinkt, stigande "zink". Bland de olika locklätena hörs både torra och grälande toner, vassa "spik" och mjukare "chrrr".

## Utbredning och systematik
Snårgärdsmygen placeras som enda art i släktet Thryomanes. Den delas in i hela 15 underarter följande utbredning:
- Thryomanes bewickii bewickii (inklusive altus) – östra Nordamerika, från nordöstra Kansas och södra Iowa österut till södra Ontario och centrala Pennsylvania, söderut till norra Arkansas, norra Alabama och centrala South Carolina; dock utdöd från stora delar av sitt utbredningsområde öster om Mississippifloden
- mexicanus-gruppen
  - Thryomanes bewickii eremophilus – östra Kalifornien till Utah, Wyoming, västra Texas och västra centrala Mexiko
  - Thryomanes bewickii cryptus – östra Colorado söderut genom västra Oklahoma och västra Texas till nordöstra Mexiko (norra Nuevo León)
  - Thryomanes bewickii pulichi – centrala USA, i Kansas, Oklahoma och antagligen norra centrala Texas, österut möjligen till Missouri; mestadels stannfågel men några övervintrar i södra centrala Texas och möjligen norra Mexiko
  - Thryomanes bewickii sadai – sydligaste Texas och nordöstra Mexiko (söderut till centrala Tamaulipas)
  - Thryomanes bewickii mexicanus (inklusive murinus) – centrala Mexiko (Jalisco till västra Veracruz, söderut till södra centrala Oaxaca)
- spilurus-gruppen
  - Thryomanes bewickii calophonus – sydvästra British Columbia till väst Washington och västra Oregon
  - Thryomanes bewickii drymoecus (inklusive atrestus) – sydvästra Oregon till Kalifornien (Sacramento och norra San Joaquindalarna)
  - Thryomanes bewickii marinensis – kustnära Kalifornien (Del Norte County till Marin County)
  - Thryomanes bewickii spilurus – kustnära centrala Kalifornien (San Francisco till Monterey Bay)
  - Thryomanes bewickii leucophrys – San Clemente Island (utanför södra Kalifornien); utdöd, senast rapporterad 1941
  - Thryomanes bewickii charienturus – sydvästra Kalifornen (norrut till Morro Bay), inklusive norra Channel Islands, samt nordvästra Baja California i Mexiko
  - Thryomanes bewickii cerroensis – västra delen av centrala Baja California (30° till 26° N) och Isla Cedros
  - Thryomanes bewickii magdalenensis – södra Baja California söder om 26º N
  - Thryomanes bewickii brevicauda – Guadalupeön (utanför Baja California); utdöd, senast rapporterad 1903

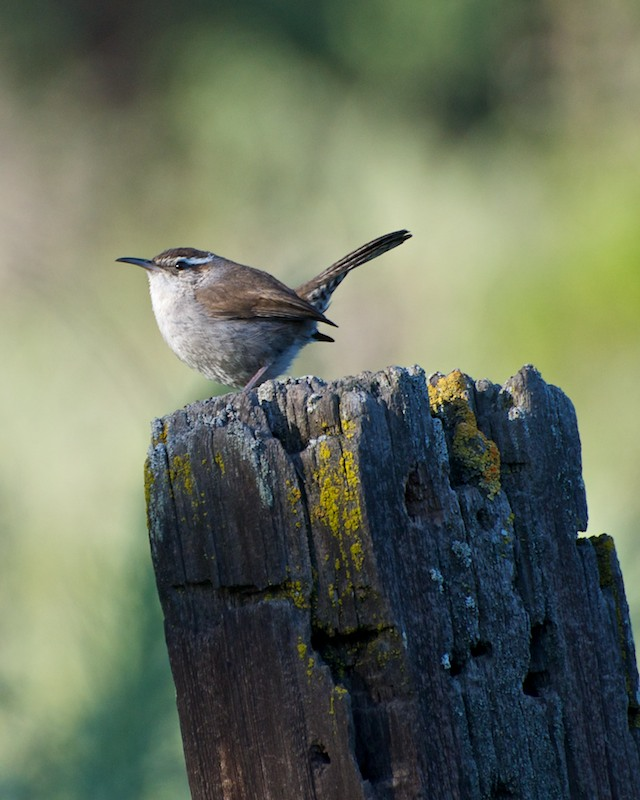

## Status och hot
Arten har ett stort utbredningsområde och en stor population med stabil utveckling och tros inte vara utsatt för något substantiellt hot. Utifrån dessa kriterier kategoriserar internationella naturvårdsunionen IUCN arten som livskraftig (LC).

## Namn
Fågelns vetenskapliga artnamn hedrar Thomas Bewick (1753-1828), en engelsk trägravör.